# Potentilla canadensis
Potentilla canadensis är en rosväxtart som beskrevs av Carl von Linné. Potentilla canadensis ingår i Fingerörtssläktet som ingår i familjen rosväxter. Utöver nominatformen finns också underarten P. c. villosissima.

## Bildgalleri

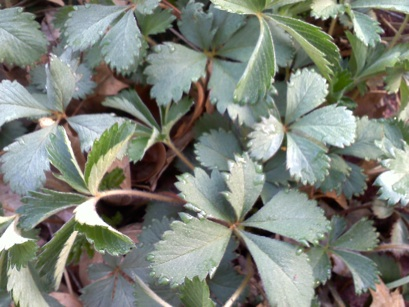
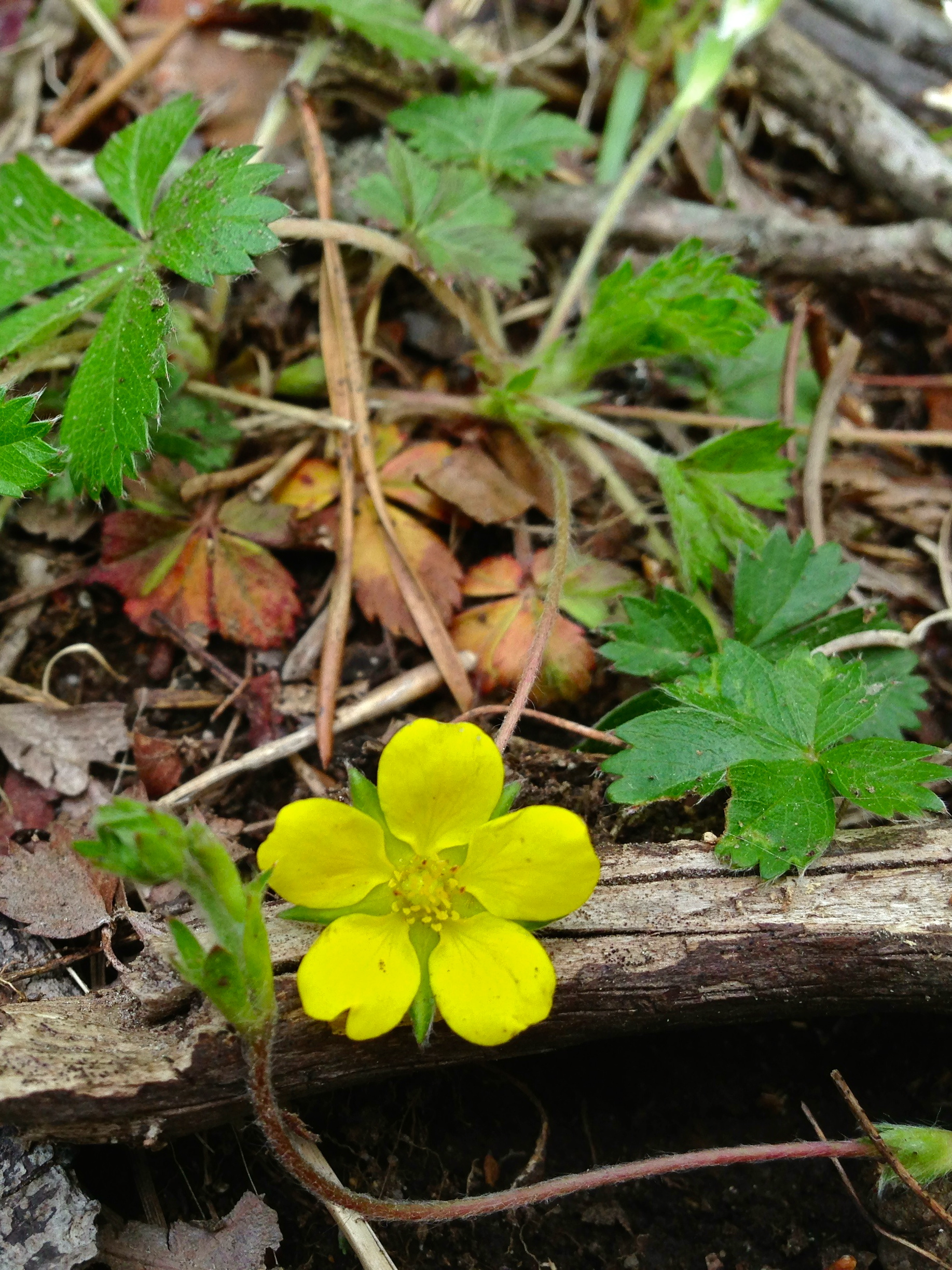
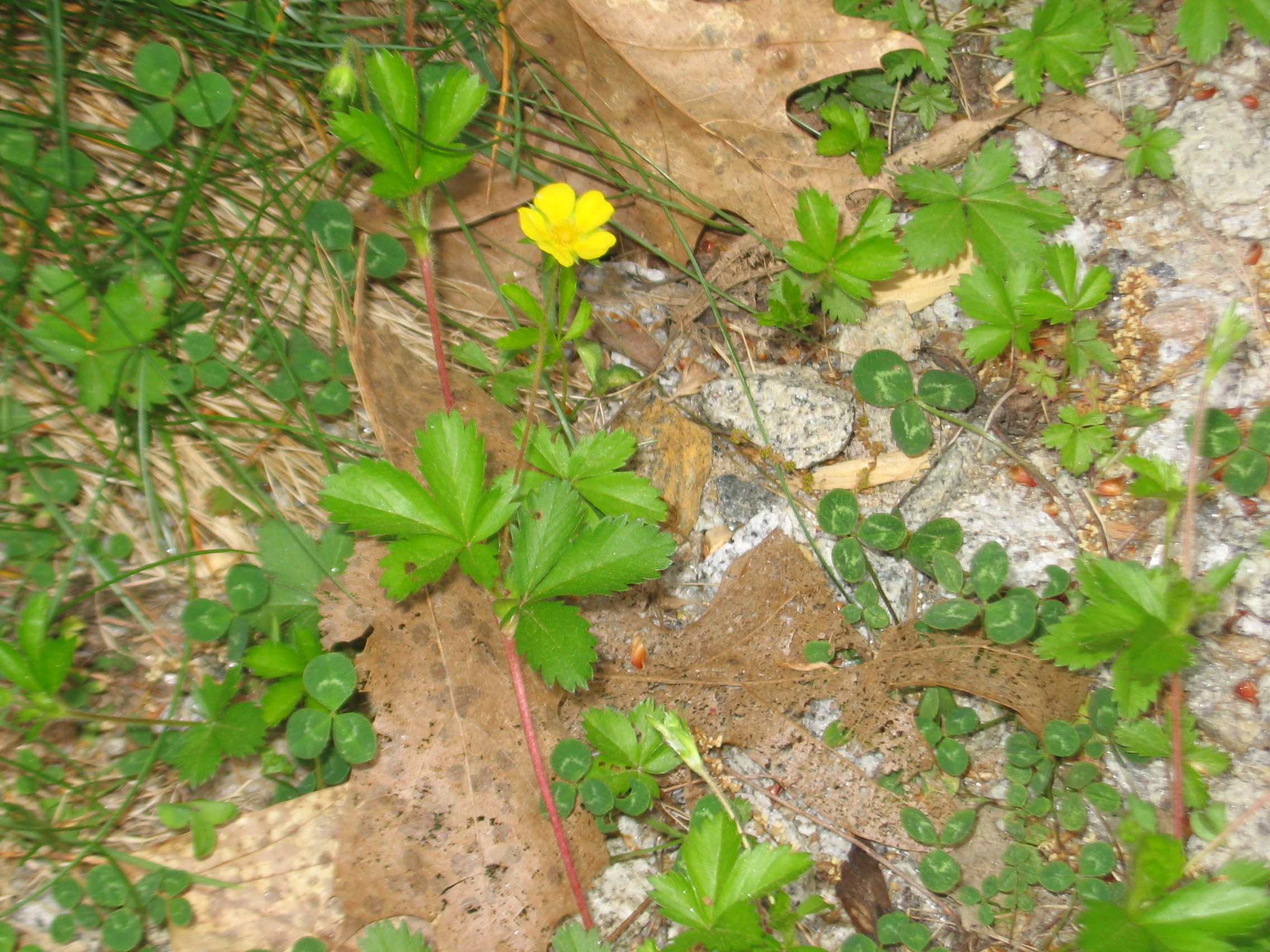